# ЛВГ C.II
ЛВГ C.II (нем. LVG C.II) је једномоторни, двокрилни, двоседи, вишенаменски (извиђач, лаки бомбардер и школски) авион кога је у току Првог светског рата развила и производила немачка фирма LVG Luft-Verkehrs-Gesellschaft Berlin за потребе немачког ваздухопловства.

## Пројектовање и развој
Авион ЛВГ C.II је развијен на основу успешних претходника авиона ЛВГ B.I и ЛВГ B.II. У новом авиону су чланови посаде заменили места сада је пилот седео у првом кокпиту а извиђач је седео у другом и био је наоружан митраљезом Parabellum са 500 метака и 40 кг бомби. Ово је захтевало да се појача носећа структура авиона и појачан мотор.

## Технички опис
ЛВГ C.II је двокрили двоседи вишенаменски авион потпуно дрвене конструкције који се производио у Немачкој и користио за време Првог светског рата.
Труп му је углавном правоугаоног попречног пресека, носећа конструкција је решеткаста дрвена конструкција. Предњи део, у коме је био смештен мотор је био обложен алуминијумским лимом, на коме су се налазили отвори за излазак топлог ваздуха из моторског простора, а остали део трупа је био облепљен дрвеном лепенком и импрегнираним платном. Носач мотора је био од заварених челичних цеви. Пилот је седео у првом отвореном кокпиту и био је заштићен малим ветробранским стаклом. Прегледност из пилотске кабине није била добрa јер су поглед пилоту ометали цилиндри мотора, издувне цеви и цеви система за водено хлађење мотора. У другом кокпиту је седео извиђач.
Авион је био опремљен течношћу хлађеним линијским моторима, Benz Bz III снаге 120 kW (160 KS) или линијски мотор Мерцедес D.III са 117 kW (160 KS), или линијски мотор Mercedes D.IV снаге 160 kW (220 KS). Хладњак за воду се налазио са изнад горњег крила авиона. На вратилу мотора је била причвршћена двокрака, вучна, дрвена елиса, непроменљивог корака.
Крила су била дрвене конструкције пресвучена импрегнираним платном релативно танког профила. Крилца за управљање авионом су се налазила само на горњим крилима. Крила су између себе била повезана са четири пара  паралелних упорница. Затезачи су били од клавирске челичне жице. Горње крило је имало облик правоугаоника, док је доње крило такође било истог облика као и горње али је било мало краће од горњег. Спојеви предње ивице са бочним ивица крила су полукружно изведени. Доње и горње крило су се поклапала по својим нападним ивицама. Конструкције репних крила и вертикални стабилизатор као и кормило правца су била направљена од дрвета пресвучена платном. Хоризонтални стабилизатори су са доње стране подупирачима били ослоњени на труп авиона.
Стајни орган је био класичан фиксан са осовином, а на репном делу се налазила еластична дрвена дрљача.
Авион је био наоружан са митраљезом Parabellum LMG-14 калибра 7,92 mm који се налазио у другом кокпиту код извиђача на обртној турели и био је снабдевен са 500 метака. Авион је могао да понесе 40 kg бомби.

## Варијанте
- ЛВГ C.I - основни пројект са мотором Benz Bz.III снаге 120 kW (160 KS).
- ЛВГ C.II - Производна верзија са мотором Mercedes D.III снаге 117 kW (160 KS).
- ЛВГ C.III - Прототип у једном примерку (експериментални).
- ЛВГ C.IV - Нешто повећани модел у односу на претходника са мотором Mercedes D.IV снаге 160 kW (220 KS)[2].

## Оперативно коришћење
Укупно је произведено око 300 примерака овог авиона. Производио се у три фабрике: ЛВГ, АГО и ОТТО. Користио се на свим фронтовима као извиђач, лаки бомбардер а кад је повучен са прве линије фронта коришћен је као авион за обуку посада.
Авион ЛВГ C.II је први авион који је бомбардовао Лондон. То се одиграло 28. новембра 1916. када је из овог авиона бачено шест бомби у близини станице Викторија.
Руска авијација користила је до десет заробљених авиона овог типа.
Пољска авијација је на крају рата дошла у посед 14 ових авиона али су се они веома ретко користили. Углавном су били ускладиштени. Последњи авион овог типа расходован је априла месеца 1921. године.

## Земље које су користиле овај авион
- Немачко царство
- Швајцарска
- Пољска
- Руска Империја
- Француска
- Аустралија